# Mieczysław Muszyński
Mieczysław Muszyński (ur. 1938) – polski inżynier komunikacji, urzędnik państwowy i dyplomata, w latach 2001–2003 podsekretarz stanu w Ministerstwie Infrastruktury.

## Życiorys
Przez kilka lat pracował jako maszynista. Z wykształcenia inżynier komunikacji, absolwent Wyższej Szkoły Komunikacji w Dreźnie. Po studiach pracował kolejno jako naczelnik lokomotywowni, wicedyrektor regionalnej dyrekcji kolei, naczelnik i dyrektor w ramach resortów odpowiedzialnych za komunikację (należał także do grupy roboczej ds. kontaktów z Unią Europejską). Później był dyrektorem Biura Rady Administracyjnej Polskich Kolei Państwowych oraz od 1999 do 2001 dyrektorem Mazowieckiego Zarządu Dróg Wojewódzkich. Został członkiem Unii Pracy, w 2001 bez powodzenia kandydował w wyborach do Sejmu w okręgu kieleckim. W 2001 objął funkcję podsekretarza stanu w Ministerstwie Infrastruktury, odpowiedzialnego za transport. Znalazł się w Międzyresortowym Zespole ds. Komitetu Strategii Współpracy Polsko-Rosyjskiej oraz został wiceprzewodniczącym Krajowej Rady Bezpieczeństwa Ruchu Drogowego. Odwołany ze stanowiska 24 lutego 2003. Został później pierwszym radcą wydziału ekonomiczno-handlowego polskiej ambasady w Berlinie.